# Efecto tercera persona
La hipótesis del efecto tercera persona  (ETP) propone que las personas tienden a percibir que los mensajes difundidos por los medios de comunicación de masas tienen una mayor influencia sobre otros que sobre ellas mismas, basándose en prejuicios personales. El efecto tercera persona se manifiesta a través de la sobreestimación que hace un individuo del efecto que un mensaje de los medios de comunicación tiene sobre el otro generalizado, o bien a través de la subestimación del efecto que este mensaje tiene sobre él mismo.
Este tipo de percepciones surgen de una deseabilidad social automotivada (no sentirse influenciado por los mensajes dirigidos a las masas fomenta la autoestima), de un corolario de distancia social (elegir disociarse de aquellos que pueden ser influenciados) y de la percepción de estar expuesto a un mensaje (otros eligen dejarse influenciar por la comunicación persuasiva). Este efecto también se conoce como «percepción tercera persona» y «efecto tercera persona en la Web». A partir de 2015, se le denomina «efecto tercera persona en la Web» cuando se confirma en el contexto de las redes sociales, páginas web de medios de comunicación, blogs, y páginas web en general.

## Fundamentos y articulación de la hipótesis
El sociólogo W. Phillips Davison, quien planteó la hipótesis del efecto tercera persona por primera vez en 1983, explica que el fenómeno despertó su interés por primera vez en 1949 o 1950, al enterarse de que durante la Segunda Guerra Mundial los japoneses trataron de disuadir a los soldados estadounidenses negros de que combatieran en Iwo Jima, mediante el uso de propaganda. Según explica Davison, los folletos insistían en que los japoneses no tenían disputa alguna con los soldados negros, y que estos deberían rendirse, o bien desertar. Aunque no hubo indicios de que los folletos tuvieran efecto alguno sobre los soldados, el episodio precedió a una reorganización notable de los oficiales y la unidad se retiró al día siguiente.
Varios años después, cuando entrevistaba a unos periodistas de Alemania Occidental para determinar la influencia de la prensa sobre la política exterior, Davison les preguntó sobre el grado de influencia que creían que sus editoriales tenían sobre los lectores. A pesar de que no había pruebas para respaldar sus afirmaciones, Davison explica que una respuesta común fue que «los editoriales tienen poco efecto sobre personas como tú o como yo, pero es probable que el lector común se vea bastante influenciado».
En ambas anécdotas las partes que evaluaron el impacto de la comunicación estimaron una influencia mediática mayor sobre otros que sobre ellas mismas. Estas y otras experiencias llevaron a Davison a articular lo que denominó hipótesis del efecto tercera persona, la cual propone:
«las personas tenderán a sobreestimar la influencia que los medios de comunicación tienen sobre las inclinaciones y comportamientos de los otros. Más concretamente, los individuos que formen parte de una audiencia expuesta a un acto comunicativo persuasivo (independientemente de si el objetivo de dicho acto es el de persuadir) anticiparán que este acto comunicativo tendrá una influencia mayor en otros que en ellos mismos. E independientemente de si estos individuos se encuentran o no entre el público aparente del mensaje, el impacto que esperan que tenga dicho mensaje en los otros puede hacer que tomen medidas. Cualquier efecto que el acto comunicativo pueda lograr es, por lo tanto, susceptible de ser causado no por la reacción del público ostensible, sino por el comportamiento de aquellos que anticipan o creen advertir algún tipo de reacción por parte de los otros» (p. 3).
En un estudio de caso realizado por Douglas Mcleod et al. (1997), se estudió el efecto tercera persona basándose en las percepciones que tenían los participantes de verse influenciados por las letras violentas o misóginas de algunas canciones de rap. Los participantes de la muestra fueron divididos en tres grupos: uno escuchó música rap violenta, otro escuchó música rap misógina, y el tercero fue el grupo de control. Todas las letras que se utilizaron pertenecían a canciones grabadas reales. El estudio pedía a los sujetos que evaluaran los efectos que escuchar canciones con este tipo de letras tendría en el comportamiento, conocimiento, y mentalidad de una persona. También se les preguntó por el efecto que creían que estas letras tendrían en ellos mismos, en estudiantes de su universidad, en jóvenes de Nueva York y de Los Ángeles, y en un individuo promedio. El estudio reveló que los estudiantes opinaban que las letras rap tenían menos influencia sobre ellos mismos, y más influencia sobre los jóvenes de Nueva York y Los Ángeles. Las personas son propensas a asumir que todos los demás son más fácilmente influenciables por los mensajes que ellos mismos. Además, un estudio reciente realizado por Nikos Antonopoulos et al. (2015) determinó las características de aquello a lo que los usuarios prestan atención al visitar el sitio web de un medio de comunicación, y diseñó un modelo de predicción. La influencia que esta información tiene sobre su opinión confirma la existencia del efecto tercera persona en la Web (ETPW). Mediante una encuesta en línea (N = 9150) en todos los sitios web de medios de comunicación (emisoras de radio, canales de televisión, portales, periódicos, y por correo electrónico y en redes sociales) se demostró que las variables que tienen un impacto mayor en otros que en nosotros son: el número de usuarios que están conectados a la vez al mismo sitio web de un medio de comunicación, el número exacto de usuarios que han leído cada artículo en un sitio web de un medio de comunicación, y el número de usuarios que han compartido un artículo en Facebook, Twitter, o en otras redes sociales. Asimismo, la edad es también un factor significativo que explica los hallazgos y es importante para el efecto. Por otro lado, se descubrieron factores que afectan al grado de influencia de los mensajes generados por usuarios en otros frente a uno mismo. Es más, cuanto más creíble se percibe la noticia, y cuando no hay un mensaje mediado en particular, el ETPW no se produce, confirmando así la teoría existente.

## Apoyo inicial
Para respaldar la hipótesis del efecto tercera persona, Davison (1983) realizó cuatro encuestas informales y sencillas. Cada encuesta pedía a entre 25 y 35 participantes que evaluaran la influencia de la comunicación persuasiva sobre ellos mismos y sobre otros. Los participantes calcularon estos efectos en otros y en ellos mismos en relación con (1) el tema de una campaña electoral sobre la decisión de voto, (2) la publicidad televisiva sobre los niños, (3) los resultados de las primarias presidenciales sobre la decisión de voto, y (4) los mensajes de la campaña presidencial sobre la decisión de voto. De media estimaron (1) que el tema de la campaña influenciaba a otros votantes en Nueva York más que a ellos mismos, (2) que la publicidad televisiva influenciaba más a otros niños de lo que les había influenciado a ellos personalmente, (3) que los resultados de las primarias presidenciales anticipadas influenciaban la decisión de otros más que sus decisiones personales, y (4) que la propaganda electoral tenía mayor influencia sobre otros que sobre ellos. Aunque las encuestas eran informales, respaldan la hipótesis.

### ¿Se trata de un error metodológico?
Price y Tewksbury pusieron a prueba el efecto tercera persona para determinar si se trataba de un error metodológico, como resultado de haber realizado las preguntas a los participantes sobre los otros y sobre ellos mismos casi al mismo tiempo. Tras realizar un experimento de tres condiciones en que hicieron a los participantes del primer grupo preguntas sobre ellos mismos solamente, a los participantes del segundo grupo únicamente les hicieron preguntas sobre los otros, y a los participantes en el tercer grupo les hicieron preguntas tanto sobre ellos mismos como sobre otros, los resultados de Price y Tewksbury indicaron que los participantes realizaban estimaciones consistentes tanto acerca de sí mismos como de los otros en los tres grupos. Estos resultados, por lo tanto, indican que el efecto no es el resultado de un error metodológico.

## Factores principales
Según Perloff (1999, 2009), dos factores esenciales facilitan el efecto tercera persona: la opinión sobre la deseabilidad del mensaje, y la distancia social percibida (corolario de la distancia social). En su metanálisis de estudios sobre la percepción de la tercera persona, Sun, Pan y Shen (2008) descubrieron que la deseabilidad del mensaje es el elemento moderador más importante en la percepción de tercera persona. El efecto tercera persona es especialmente pronunciado cuando el mensaje se percibe como indeseable; es decir, cuando las personas infieren que «puede que este mensaje no sea lo mejor para mí» o «no queda bien admitir que me dejo influenciar por este medio.» En consonancia con esta premisa, se ha observado que la gente percibe que el contenido normalmente considerado antisocial tiene un impacto mayor en otros que en ellos mismos (por ejemplo, la violencia en televisión, la pornografía, la música rap antisocial). De hecho, muchos investigadores han logrado probar que los mensajes indeseables, como los mensajes violentos y de odio, producen un mayor efecto tercera persona. Indeed, many researchers have found evidence that undesirable messages, such as violent and hateful messages, yield a greater third-person effect.

Por otro lado, cuando los mensajes se perciben como deseables, las personas no son tan propensas a exhibir el efecto tercera persona. Según Perloff (2009), el efecto primera persona, o efecto tercera persona invertido, es más común cuando se trata de mensajes deseables, y parece surgir cuando estar de acuerdo con el mensaje se refleja de manera favorable en la identidad del individuo y, hasta cierto punto, cuando el mensaje aborda temas que son congruentes con las ideas de los grupos con los que el individuo se identifica. Según el punto de vista de la automejora, si el efecto tercera persona se ve impulsado por el deseo de preservar la autoestima, las personas deberían estar dispuestas a reconocer los efectos de aquellos mensajes que son considerados socialmente deseables, saludables, o buenos para el individuo de algún modo. Los universitarios juzgaron que los anuncios de cigarrillos influirían más a otros, pero que las campañas en contra del tabaco y de conducir bajo los efectos del alcohol tendrían más influencia sobre ellos mismos.
Otro factor que influye en la magnitud del efecto tercera persona es la distancia social percibida entre uno mismo y los otros. En el «corolario de la distancia social», la discrepancia entre la influencia percibida sobre uno mismo y sobre el otro aumenta cuanto mayor es la distancia social percibida entre uno mismo y el otro.  Aunque la distancia social no es una condición necesaria para que tenga lugar el efecto tercera persona, aumentar la distancia social hace que este sea más pronunciado. En su metanálisis, Andsager y White (2007) concluyeron que «Las investigaciones revelan constantemente que los que tienen un fuerte sentido del yo son percibidos como menos susceptibles de ser influenciados por mensajes persuasivos que aquellos que no tienen la identidad tan definida y, por tanto, no están anclados a ningún punto de referencia en absoluto» (p. 92).

## Fundamentos psicológicos
Perloff señala que la mayoría de los estudios sobre el efecto tercera persona atribuyen los fundamentos psicológicos del efecto bien a la teoría de la atribución, o bien al sesgo optimista. La teoría de la atribución predice que los actores tienden a atribuir sus acciones a factores circunstanciales, mientras que los observadores tienden a atribuir las mismas acciones a factoresdisposicionales. Por ejemplo, la teoría de la atribución plantea que puede que un estudiante que entrega tarde una tarea le explique al profesor que ese retraso no es habitual y que ha sucedido a causa de un factor circunstancial, como un problema repentino con el ordenador, mientras que el profesor puede que crea que el retraso se ha debido a un factor interno, personal, como la pereza del estudiante. En el contexto de la hipótesis del efecto tercera persona, la teoría de la atribución explica por qué una persona puede pensar que entiende los aspectos persuasivos subyacentes del mensaje mientras que otros, debido a sus propios defectos internos, no perciben esos mismos aspectos. El optimismo sesgado plantea que las personas tienden a juzgarse a sí mismas como menos propensas que otras a sufrir consecuencias negativas y, en cambio, tienden a juzgarse más propensas que otras a experimentar eventos positivos. En el contexto de la hipótesis del efecto tercera persona, el optimismo sesgado explica por qué las personas se juzgan a sí mismas como menos propensas que otras a verse afectadas por la persuasión.

## Apoyo metanalítico para el componente perceptual
En una reseña y síntesis crítica de la hipótesis del efecto tercera persona, Perloff (1999) señaló que de los 45 artículos publicados que habían puesto a prueba el fenómeno antes de 1999, todos habían encontrado respaldo para el componente perceptual de la hipótesis. Un año después, Paul, Salwen, y Dupagne llevaron a cabo un metanálisis de 32 análisis empíricos que evaluaron el componente perceptual de la hipótesis del efecto tercera persona. Sus resultados indican que el componente perceptual de la hipótesis del efecto tercera persona recibió un apoyo sólido (R = .50), sobre todo si lo comparamos con los metanálisis de otras teorías sobre los efectos de los medios de comunicación. Paul, Salwen y Dupagne (2000) también encontraron tres moderadores significativos del componente perceptual de la hipótesis del efecto tercera persona: (1) muestras: las muestras obtenidas de muestras no aleatorias mostraron mayores diferencias de efecto tercera persona que las muestras obtenidas de muestras aleatorias; (2) encuestados: las muestras obtenidas de grupos de estudiantes mostraron mayores diferencias de efecto tercera persona que muestras obtenidas de no estudiantes, y (3) mensajes: distintos tipos de contenido (por ejemplo, mensajes generales de los medios de comunicación, pornografía, violencia en televisión, anuncios comerciales, contenido político, noticias de contenido no político, etc.) tuvieron un efecto distinto en la magnitud de las percepciones de tercera persona obtenidas.

## Apoyo para el componente conductual
Múltiples estudios han encontrado fundamentos que apoyan el componente conductual de la hipótesis del efecto tercera persona. Posiblemente porque Davison señaló que los censores rara vez admiten que la información que prohíben les haya afectado negativamente, los académicos que han hallado fundamentos a favor del componente conductual han operacionalizado el comportamiento de forma general como una disposición a censurar contenido para evitar que tenga el impacto persuasivo negativo en otros. Concretamente, los expertos han demostrado que la percepción de tercera persona prevé inclinación a censurar pornografía, violencia en televisión, cigarrillos, cerveza, alcohol, anuncios de casas de apuestas, y música rap. Sin embargo, los estudiosos de este campo no han encontrado evidencias de que la percepción de tercera persona prevea la voluntad de censurar noticias o contenido mediático de carácter político, como en el caso de censura de la cobertura mediática del juicio de O.J. Simpson, del apoyo a un comité independiente para regular la comunicación política, o de un anuncio que niega el Holocausto.

## Ampliación de la hipótesis
Los académicos han señalado que en algunas situaciones las personas no siempre estiman una mayor influencia de los medios de comunicación sobre otros que sobre ellos mismos. De hecho, en ciertas situaciones las personas tienden a determinar que los medios tienen un mayor efecto en ellas mismas que en otros, y en otras situaciones, las personas tienden a determinar efectos similares de los medios sobre ellas y sobre otros. Estos dos fenómenos son conocidos comúnmente como efecto primera persona y efecto segunda persona, respectivamente.

### Efecto primera persona

#### Percepción de primera persona
El efecto primera persona (la percepción de que los medios de comunicación tienen más influencia sobre uno mismo que sobre otros) tiende a ocurrir en situaciones en las que las personas juzgan deseable ser influenciadas por determinado mensaje mediático. Innes y Zeitz documentaron este fenómeno por primera vez en 1988, cuando se dieron cuenta de que los participantes expuestos al contenido de un mensaje violento mostraron indicios tradicionales del efecto tercera persona, mientras que los expuestos a un anuncio de interés público mostraron lo contrario. Sin embargo, describieron este efecto inverso como «algo parecido a un efecto tercera persona» (p. 461).
Varios años después, Cohen y Davis, que descubrieron que los individuos tendían a sobreestimar el efecto que tenían los anuncios que atacaban a los candidatos no gratos sobre ellos mismos, pero no en otros, acuñaron el término «efecto tercera persona inverso» (p. 687). Ese mismo año, Tiedge, Silverblatt, Havice y Rosenfeld acuñaron el término «efecto primera persona» para referirse a la percepción de los individuos de que los medios de comunicación tenían una mayor influencia sobre ellos que sobre otros.
Finalmente, en un estudio que allanó el camino para ampliar la hipótesis del efecto tercera persona, Gunther y Thorson demostraron empíricamente que la deseabilidad social del mensaje tendía a afectar a las probabilidades de que los participantes exhibieran efectos de tercera o de primera persona. Los mensajes socialmente deseables, argumentan Gunther y Thorson, tienden a producir efectos de primera persona, mientras que los mensajes que no se perciben como deseables tienden a producir el efecto habitual de tercera persona.

#### Efectos del comportamiento primera persona
Solo un puñado de estudios han examinado, intencionadamente o no, el componente conductual del efecto primera persona. De todos ellos, solo uno ha examinado de manera específica una relación entre las percepciones de primera persona y sus consecuencias en el comportamiento. Day examinó la relación entre el efecto primera persona originado por un tema socialmente deseable y la probabilidad de votar por una legislación a favor de dicho tema. Day encontró una relación significativa entre la percepción de primera persona del anuncio y los informes que indicaban una probabilidad alta de votar a favor de la legislación.